# Pont du détroit de Tacoma (2007)
Pour les articles homonymes, voir Pont du détroit de Tacoma.
Le pont du détroit de Tacoma ou pont de Tacoma, en anglais Tacoma Narrows Bridge, est un pont suspendu des États-Unis situé dans l'État de Washington et permettant de franchir le détroit de Tacoma. Construit en 2007, il double un ancien pont suspendu pour faire face à l'accroissement du trafic routier dans la région.